# Coupe d'Europe de rugby à XV 2000-2001
Navigation
H-Cup 1999-2000 H-Cup 2001-2002
La Coupe d'Europe de rugby 2000-2001, la sixième, réunit des équipes irlandaises, italiennes, écossaises, anglaises, galloises et françaises. Les formations s'affrontent dans une première phase de poules, puis par élimination directe à partir des quarts de finale.
L'organisation de la phase de poule reste inchangée, chaque club affronte ses concurrents sur deux matchs aller-retour (six par club). Une équipe obtient deux points pour une victoire, un point en cas de match nul et rien pour une défaite. Les premières de chaque poule sont qualifiées pour les quarts de finale, ainsi que les deux meilleures deuxièmes. Les clubs à égalité de points sont départagés d'abord en fonction du nombre d'essais marqués puis si nécessaire par la différence de points.
La compétition est encore équilibrée cette année au vu des équipes présentes en quart de finale. Les Anglais des Northampton Saints, tenants du titre, se font éliminer dès la phase de poule en sortant derniers de leur groupe avec seulement une victoire à leur actif. Il faut aussi noter que c'est la première année que le Stade toulousain ne se qualifie pas. La finale est inédite entre deux équipes qui n'ont jamais jusqu'à présent remporté la compétition, les Anglais des Leicester Tigers (finalistes en 1996-1997) et les Français du Stade français CASG. Ce sont les Anglais qui remportent la finale au Parc des Princes le 19 mai 2001.

## Première phase

### Notations
Signification des abréviations :
| - Pts : points de classement - MJ : matchs joués - V : nombre de victoires - N : nombre de matchs nuls - D : nombre de défaites | - EM : nombre d'essais marqués - EE : nombre d'essais encaissés - PM : nombre de points marqués - PE : nombre de points encaissés - Δ : différence de points |

### Poule 1
| Équipe             | Pays       |
| ------------------ | ---------- |
| Northampton Saints | Angleterre |
| Biarritz olympique | France     |
| Leinster           | Irlande    |
| Edinburgh Reivers  | Écosse     |

| Équipe             | Pts | J | V | N | D | EM | EE | PM  | PE  | Δ   |
| ------------------ | --- | - | - | - | - | -- | -- | --- | --- | --- |
| Biarritz olympique | 8   | 6 | 4 | 0 | 2 | 13 | 20 | 164 | 152 | +12 |
| Leinster           | 7   | 6 | 3 | 1 | 2 | 17 | 12 | 154 | 141 | +13 |
| Edinburgh Reivers  | 7   | 6 | 3 | 1 | 2 | 13 | 14 | 149 | 156 | -7  |
| Northampton Saints | 2   | 6 | 1 | 0 | 5 | 17 | 14 | 138 | 156 | -18 |

| Date       | Lieu                           | Équipe             | Score | Adversaire         |
| ---------- | ------------------------------ | ------------------ | ----- | ------------------ |
| 6 octobre  | Myreside, Édimbourg            | Edinburgh Reivers  | 29-21 | Leinster           |
| 7 octobre  | Aguiléra, Biarritz             | Biarritz olympique | 37-30 | Northampton Saints |
| 13 octobre | Ravenhill, Belfast             | Leinster           | 35-9  | Biarritz olympique |
| 14 octobre | Franklins Gardens, Northampton | Northampton Saints | 22-23 | Edinburgh Reivers  |
| 21 octobre | Franklins Gardens, Northampton | Northampton Saints | 8-14  | Leinster           |
| 21 octobre | Aguiléra, Biarritz             | Biarritz olympique | 29-18 | Edinburgh Reivers  |
| 27 octobre | Netherdale, Galashiels         | Edinburgh Reivers  | 27-35 | Biarritz olympique |
| 27 octobre | Donnybrook, Dublin             | Leinster           | 40-31 | Northampton Saints |
| 12 janvier | Donnybrook, Dublin             | Leinster           | 34-34 | Edinburgh Reivers  |
| 13 janvier | Franklins Gardens, Northampton | Northampton Saints | 32-24 | Biarritz olympique |
| 19 janvier | Murrayfield, Édimbourg         | Edinburgh Reivers  | 18-15 | Northampton Saints |
| 20 janvier | Aguiléra, Biarritz             | Biarritz olympique | 30-10 | Leinster           |

### Poule 2
| Équipe              | Pays           |
| ------------------- | -------------- |
| London Wasps        | Angleterre     |
| Stade français CASG | France         |
| Swansea RFC         | Pays de Galles |
| L'Aquila Rugby      | Italie         |

| Équipe              | Pts | J | V | N | D | EM | EE | PM  | PE  | Δ    |
| ------------------- | --- | - | - | - | - | -- | -- | --- | --- | ---- |
| Stade français CASG | 10  | 6 | 5 | 0 | 1 | 36 | 4  | 297 | 85  | +212 |
| Swansea RFC         | 8   | 6 | 4 | 0 | 2 | 28 | 11 | 244 | 123 | +121 |
| London Wasps        | 6   | 6 | 3 | 0 | 3 | 20 | 14 | 175 | 156 | +19  |
| L'Aquila Rugby      | 0   | 6 | 0 | 0 | 6 | 3  | 58 | 40  | 392 | -352 |

| Date       | Lieu                      | Équipe              | Score | Adversaire          |
| ---------- | ------------------------- | ------------------- | ----- | ------------------- |
| 7 octobre  | St Helens, Swansea        | Swansea RFC         | 54-28 | London Wasps        |
| 7 octobre  | Jean-Bouin, Paris         | Stade français CASG | 92-7  | L'Aquila Rugby      |
| 14 octobre | St Helens, Swansea        | Swansea RFC         | 18-16 | Stade français CASG |
| 15 octobre | Tommaso Fattori, L'Aquila | L'Aquila Rugby      | 10-39 | London Wasps        |
| 21 octobre | Jean-Bouin, Paris         | Stade français CASG | 40-10 | London Wasps        |
| 22 octobre | Tommaso Fattori, L'Aquila | L'Aquila Rugby      | 6-70  | Swansea RFC         |
| 28 octobre | St Helens, Swansea        | Swansea RFC         | 73-3  | L'Aquila Rugby      |
| 29 octobre | Loftus Road, Londres      | London Wasps        | 28-31 | Stade français CASG |
| 13 janvier | Tommaso Fattori, L'Aquila | L'Aquila Rugby      | 9-76  | Stade français CASG |
| 14 janvier | Loftus Road, Londres      | London Wasps        | 28-16 | Swansea RFC         |
| 20 janvier | Jean-Bouin, Paris         | Stade français CASG | 42-13 | Swansea RFC         |
| 21 janvier | Loftus Road, Londres      | London Wasps        | 42-5  | L'Aquila Rugby      |

### Poule 3
| Équipe           | Pays           |
| ---------------- | -------------- |
| Saracens         | Angleterre     |
| Stade toulousain | France         |
| Cardiff RFC      | Pays de Galles |
| Ulster           | Irlande        |

| Équipe           | Pts | J | V | N | D | EM | EE | PM  | PE  | Δ   |
| ---------------- | --- | - | - | - | - | -- | -- | --- | --- | --- |
| Cardiff RFC      | 8   | 6 | 4 | 0 | 2 | 14 | 13 | 174 | 140 | +34 |
| Saracens         | 8   | 6 | 4 | 0 | 2 | 18 | 13 | 182 | 146 | +36 |
| Stade toulousain | 5   | 6 | 2 | 1 | 3 | 19 | 15 | 171 | 182 | -11 |
| Ulster           | 3   | 6 | 1 | 1 | 4 | 11 | 21 | 146 | 205 | -59 |

| Date       | Lieu                    | Équipe           | Score | Adversaire       |
| ---------- | ----------------------- | ---------------- | ----- | ---------------- |
| 6 octobre  | Ravenhill, Belfast      | Ulster           | 32-23 | Cardiff RFC      |
| 7 octobre  | Stadium, Toulouse       | Stade toulousain | 22-32 | Saracens         |
| 14 octobre | Arms Park, Cardiff      | Cardiff RFC      | 26-17 | Stade toulousain |
| 15 octobre | Vicarage Road, Watford  | Saracens         | 55-25 | Ulster           |
| 21 octobre | Vicarage Road, Watford  | Saracens         | 23-32 | Cardiff RFC      |
| 22 octobre | Stadium, Toulouse       | Stade toulousain | 35-35 | Ulster           |
| 27 octobre | Arms Park, Cardiff      | Cardiff RFC      | 24-14 | Saracens         |
| 27 octobre | Ravenhill, Belfast      | Ulster           | 25-29 | Stade toulousain |
| 12 janvier | Arms Park, Cardiff      | Cardiff RFC      | 42-16 | Ulster           |
| 14 janvier | Vicarage Road, Watford  | Saracens         | 37-30 | Stade toulousain |
| 19 janvier | Ravenhill, Belfast      | Ulster           | 13-21 | Saracens         |
| 20 janvier | Ernest-Wallon, Toulouse | Stade toulousain | 38-27 | Cardiff RFC      |

### Poule 4
| Équipe            | Pays           |
| ----------------- | -------------- |
| Bath Rugby        | Angleterre     |
| Castres olympique | France         |
| Newport RFC       | Pays de Galles |
| Munster           | Irlande        |

| Équipe            | Pts | J | V | N | D | EM | EE | PM  | PE  | Δ   |
| ----------------- | --- | - | - | - | - | -- | -- | --- | --- | --- |
| Munster           | 10  | 6 | 5 | 0 | 1 | 15 | 7  | 154 | 109 | +45 |
| Bath Rugby        | 8   | 6 | 4 | 0 | 2 | 14 | 11 | 139 | 106 | +33 |
| Newport RFC       | 4   | 6 | 2 | 0 | 4 | 10 | 22 | 122 | 183 | -61 |
| Castres olympique | 2   | 6 | 1 | 0 | 5 | 14 | 13 | 135 | 152 | -17 |

| Date       | Lieu                    | Équipe            | Score | Adversaire        |
| ---------- | ----------------------- | ----------------- | ----- | ----------------- |
| 7 octobre  | Thomond Park, Limerick  | Munster           | 26-18 | Newport RFC       |
| 7 octobre  | Recreation Ground, Bath | Bath Rugby        | 25-13 | Castres olympique |
| 13 octobre | Rodney Parade, Newport  | Newport RFC       | 28-17 | Bath Rugby        |
| 14 octobre | Pierre-Antoine, Castres | Castres olympique | 29-32 | Munster           |
| 21 octobre | Thomond Park, Limerick  | Munster           | 31-9  | Bath Rugby        |
| 21 octobre | Rodney Parade, Newport  | Newport RFC       | 21-20 | Castres olympique |
| 28 octobre | Recreation Ground, Bath | Bath Rugby        | 18-5  | Munster           |
| 28 octobre | Pierre-Antoine, Castres | Castres olympique | 43-21 | Newport RFC       |
| 13 janvier | Pierre-Antoine, Castres | Castres olympique | 19-32 | Bath Rugby        |
| 13 janvier | Rodney Parade, Newport  | Newport RFC       | 24-39 | Munster           |
| 20 janvier | Thomond Park, Limerick  | Munster           | 21-11 | Castres olympique |
| 23 janvier | Recreation Ground, Bath | Bath Rugby        | 38-10 | Newport RFC       |

### Poule 5
| Équipe         | Pays           |
| -------------- | -------------- |
| Gloucester RFC | Angleterre     |
| US Colomiers   | France         |
| Llanelli RFC   | Pays de Galles |
| Rugby Rome     | Italie         |

| Équipe         | Pts | J | V | N | D | EM | EE | PM  | PE  | Δ    |
| -------------- | --- | - | - | - | - | -- | -- | --- | --- | ---- |
| Gloucester RFC | 9   | 6 | 4 | 1 | 1 | 13 | 11 | 186 | 140 | +46  |
| Llanelli RFC   | 8   | 6 | 4 | 0 | 2 | 18 | 8  | 187 | 103 | +84  |
| US Colomiers   | 7   | 6 | 3 | 1 | 2 | 14 | 11 | 148 | 120 | +28  |
| Rugby Rome     | 0   | 6 | 0 | 0 | 6 | 10 | 25 | 88  | 246 | -158 |

| Date       | Lieu                     | Équipe         | Score | Adversaire     |
| ---------- | ------------------------ | -------------- | ----- | -------------- |
| 6 octobre  | Stradey Park, Llanelli   | Llanelli RFC   | 20-27 | Gloucester RFC |
| 7 octobre  | Stadio Tre Fontane, Rome | Rugby Rome     | 5-14  | US Colomiers   |
| 14 octobre | Stade Selery, Colomiers  | US Colomiers   | 6-19  | Llanelli RFC   |
| 15 octobre | Kingsholm, Gloucester    | Gloucester RFC | 52-12 | Rugby Rome     |
| 21 octobre | Stradey Park, Llanelli   | Llanelli RFC   | 46-0  | Rugby Rome     |
| 21 octobre | Kingsholm, Gloucester    | Gloucester RFC | 22-22 | US Colomiers   |
| 28 octobre | Stade Selery, Colomiers  | US Colomiers   | 30-19 | Gloucester RFC |
| 28 octobre | Stadio Tre Fontane, Rome | Rugby Rome     | 21-41 | Llanelli RFC   |
| 13 janvier | Kingsholm, Gloucester    | Gloucester RFC | 28-27 | Llanelli RFC   |
| 13 janvier | Stade Selery, Colomiers  | US Colomiers   | 55-21 | Rugby Rome     |
| 19 janvier | Stradey Park, Llanelli   | Llanelli RFC   | 34-21 | US Colomiers   |
| 20 janvier | Stadio Tre Fontane, Rome | Rugby Rome     | 29-38 | Gloucester RFC |

### Poule 6
| Équipe              | Pays           |
| ------------------- | -------------- |
| Leicester Tigers    | Angleterre     |
| Section paloise     | France         |
| Pontypridd RFC      | Pays de Galles |
| Glasgow Caledonians | Écosse         |

| Équipe              | Pts | J | V | N | D | EM | EE | PM  | PE  | Δ   |
| ------------------- | --- | - | - | - | - | -- | -- | --- | --- | --- |
| Leicester Tigers    | 10  | 6 | 5 | 0 | 1 | 15 | 9  | 178 | 105 | +73 |
| Section paloise     | 8   | 6 | 4 | 0 | 2 | 19 | 10 | 154 | 142 | +12 |
| Pontypridd RFC      | 4   | 6 | 2 | 0 | 4 | 9  | 12 | 136 | 131 | +5  |
| Glasgow Caledonians | 2   | 6 | 1 | 0 | 5 | 12 | 24 | 137 | 227 | -90 |

| Date       | Lieu                     | Équipe              | Score  | Adversaire          |
| ---------- | ------------------------ | ------------------- | ------ | ------------------- |
| 7 octobre  | Stardis Road, Pontypridd | Pontypridd RFC      | 40-25  | Glasgow Caledonians |
| 7 octobre  | Welford Road, Leicester  | Leicester Tigers    | 46-18  | Section paloise     |
| 14 octobre | Stade du Hameau, Pau     | Section paloise     | 12-9   | Pontypridd RFC      |
| 15 octobre | Hughenden, Glasgow       | Glasgow Caledonians | 21-33  | Leicester Tigers    |
| 20 octobre | Stardis Road, Pontypridd | Pontypridd RFC      | 18-11  | Leicester Tigers    |
| 22 octobre | Hughenden, Glasgow       | Glasgow Caledonians | 24-26  | Section paloise     |
| 28 octobre | Stade du Hameau, Pau     | Section paloise     | 40-16  | Glasgow Caledonians |
| 28 octobre | Welford Road, Leicester  | Leicester Tigers    | 27-19  | Pontypridd RFC      |
| 13 janvier | Stade du Hameau, Pau     | Section paloise     | 3 - 20 | Leicester Tigers    |
| 14 janvier | McDiarmid Park, Perth    | Glasgow Caledonians | 25-23  | Pontypridd RFC      |
| 20 janvier | Welford Road, Leicester  | Leicester Tigers    | 41-26  | Glasgow Caledonians |
| 21 janvier | Stardis Road, Pontypridd | Pontypridd RFC      | 27-31  | Section paloise     |

## Quarts de finale
| Date       | Lieu                    | Équipe              | Score | Adversaire         |
| ---------- | ----------------------- | ------------------- | ----- | ------------------ |
| 27 janvier | Kingsholm, Gloucester   | Gloucester RFC      | 21-15 | Cardiff Blues      |
| 27 janvier | Jean-Bouin Paris        | Stade français CASG | 36-19 | Section paloise    |
| 28 janvier | Welford Road, Leicester | Leicester Tigers    | 41-10 | Swansea RFC        |
| 28 janvier | Thomond Park, Limerick  | Munster             | 38-29 | Biarritz olympique |

## Demi-finales
| Date      | Lieu                   | Équipe              | Score | Adversaire     |
| --------- | ---------------------- | ------------------- | ----- | -------------- |
| 21 avril  | Stadium Nord, Lille    | Stade français CASG | 16-15 | Munster        |
| 1er avril | Vicarage Road, Watford | Leicester Tigers    | 19-15 | Gloucester RFC |

## Finale
Le Stade français CASG craque sur un essai du doublé de Lloyd à la 79e minute, alors qu'une minute plus tôt, Dominguez avait donné l'avantage (30-27) aux Parisiens sur un drop. Le match a été très serré avec un écart de sept points au plus pendant le match. Paris n'a été mené que deux fois avant l'essai final. À domicile, le Stade français CASG rate le coche pour la deuxième fois et Leicester, avec sa victoire serrée 34 à 30, inaugure son compteur de titres européens.
| Équipes             | Leicester Tigers - Stade français CASG |
| Score               | 34 - 30 (mt 9-15) |
| Date                | 19 mai 2001 |
| Stade               | Parc des Princes, à Paris |
| Arbitre             | David McHugh assisté de Bertie Smith et Alan Lewis |
| Les équipes         | |
| Leicester Tigers    | Titulaires : Graham Rowntree, Dorian West, Darren Garforth, Martin Johnson (cap.), Ben Kay, Martin Corry, Will Johnson puis Perry Freshwater (37e), Neil Back, Austin Healey, Andy Goode puis Glenn Gelderbloom (74e), Winston Stanley, Leon Lloyd puis Jamie Hamilton (77e), Pat Howard, Geordan Murphy puis Leon Lloyd (77e), Tim Stimpson Remplaçants : Glenn Gelderbloom, Jamie Hamilton, Perry Freshwater, Ricky Nebbett, Lewis Moody, Paul Gustard, Richard Cockerill, |
| Stade français CASG | Titulaires : Sylvain Marconnet, Fabrice Landreau, Pieter de Villiers, David Auradou, Mike James, Christophe Moni puis Patrick Tabacco (67e), Christophe Juillet (cap.), Richard Pool-Jones, Morgan Williams, Diego Dominguez, Arthur Gomes, Cliff Mytton puis David Venditti (76e), Franck Comba, Thomas Lombard, Christophe Dominici Remplaçants : David Venditti, Patrick Tabacco, Mathieu Blin, Pablo Lemoine, Darren George, Julien Berthe, Christophe Laussucq,         |
| Points marqués      | |
| Leicester Tigers    | 3 essais Leon Lloyd (41e, 79e), Neil Back (60e), 2 transformations (60e, 79e) et 5 pénalités (7e, 12e, 30e, 66e, 75e), de Tim Stimpson |
| Stade français CASG | 9 pénalités (5e, 17e, 22e, 29e, 40e, 48e, 58e, 68e, 72e) et 1 drop (78e), de Diego Dominguez |
| Évolution du score  | 0-3, 3-3, 6-3, 6-6, 6-9, 6-12, 9-12, 9-15, mt; 14-15, 14-18, 14-21, 21-21, 24-21, 24-24, 24-27, 27-27, 27-30, 34-30 |